# Arichuna
Arichuna – miasto w Wenezueli, w stanie Apure.